# Окно

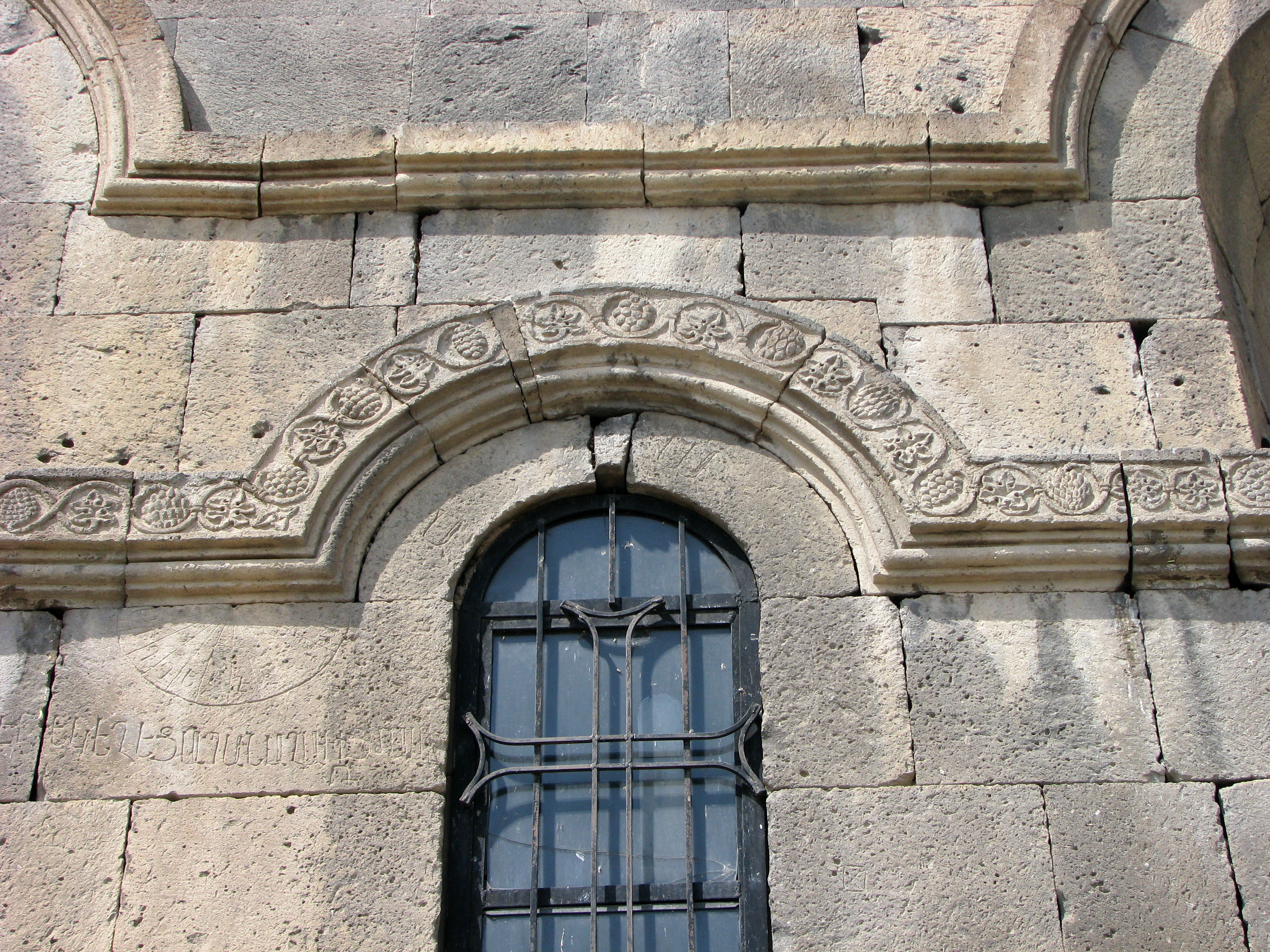
Церковь Сисаван, VII век, в Сюнике (Армения)

Окно́ — проём в стене, служащий для поступления света в помещение и вентиляции в нём. Расположение, количество и размеры окон играют важную роль в композиции фасада здания.

## История

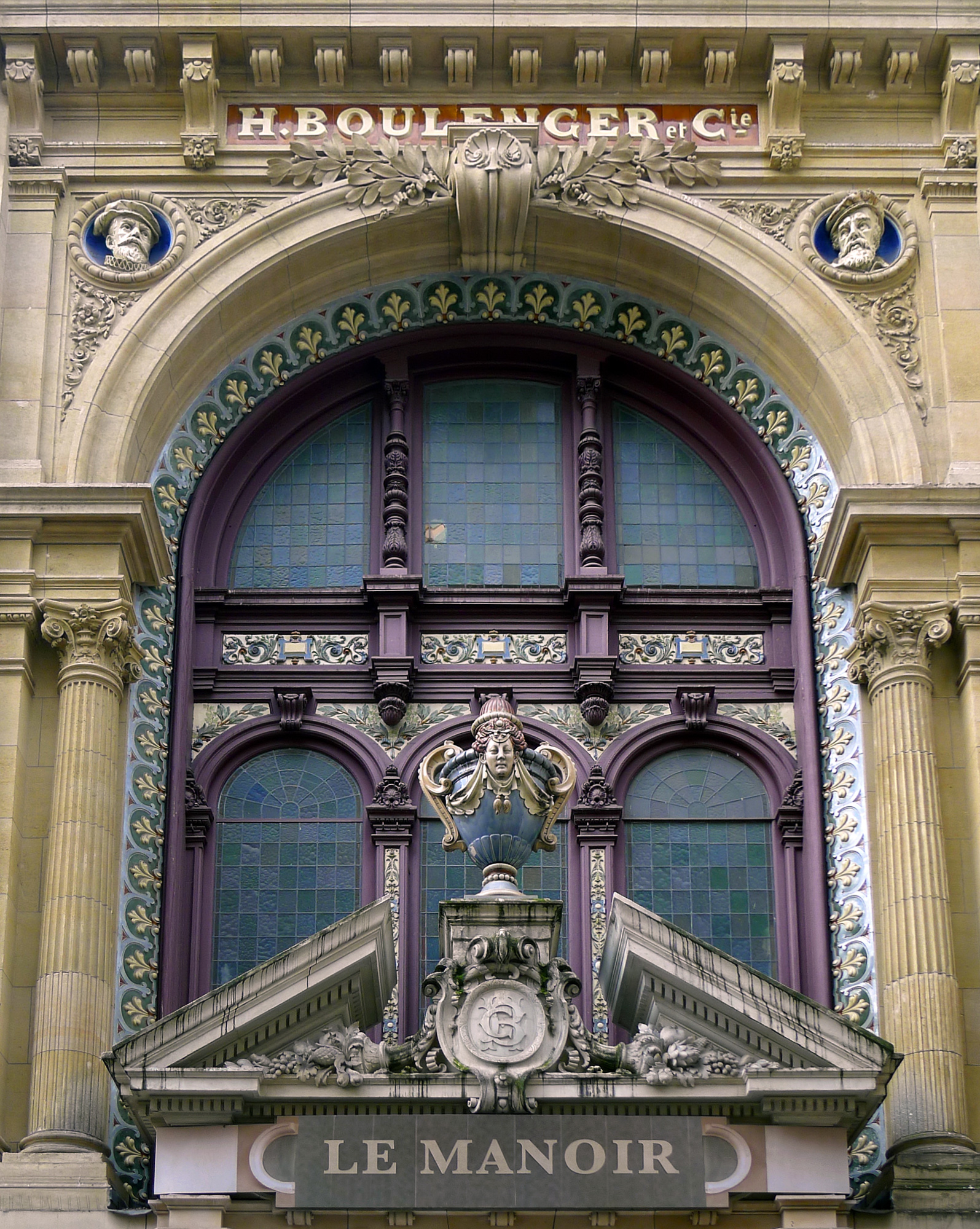
Окна в Париже

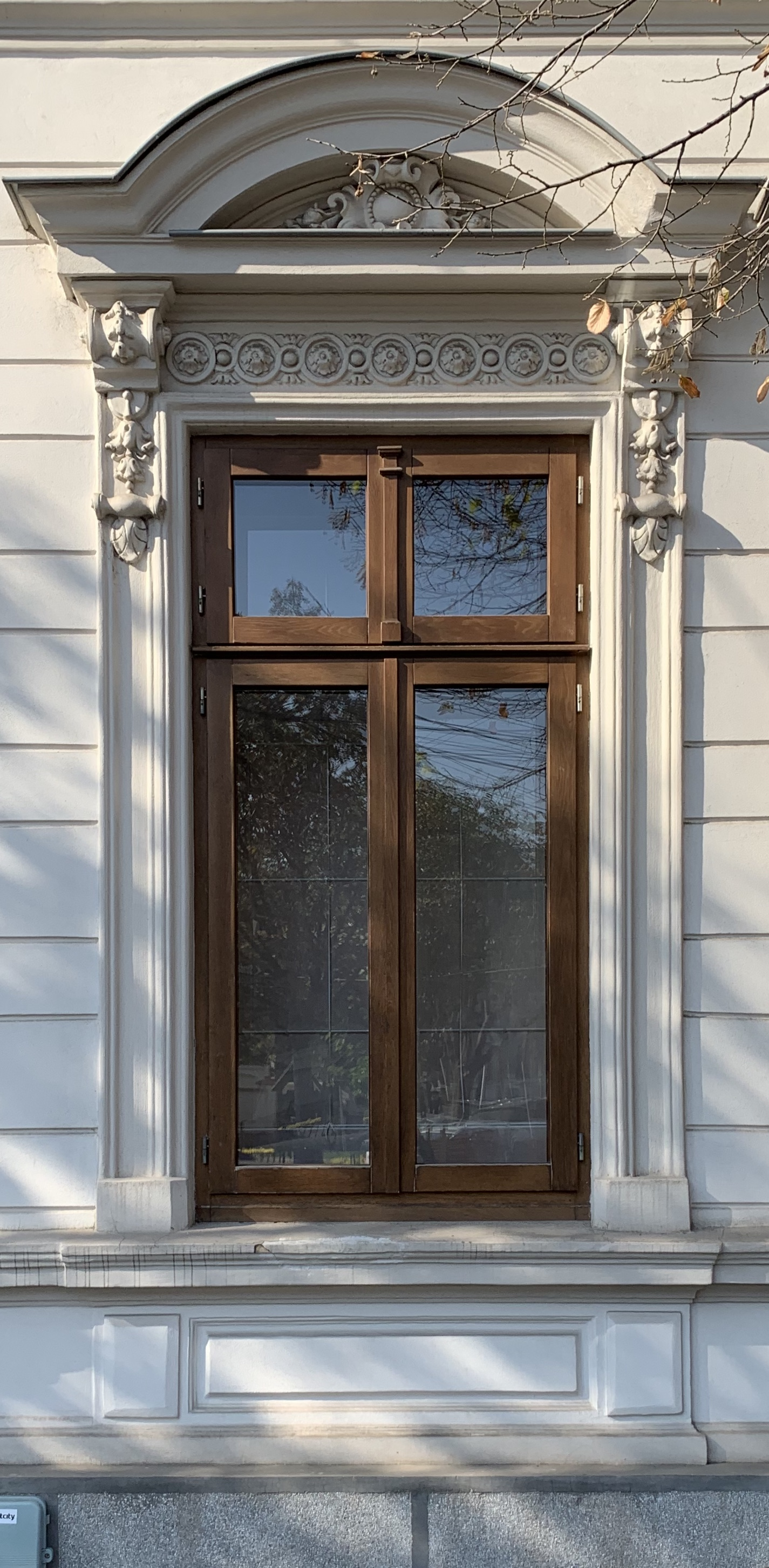
Окно в Бухаресте (Румыния)

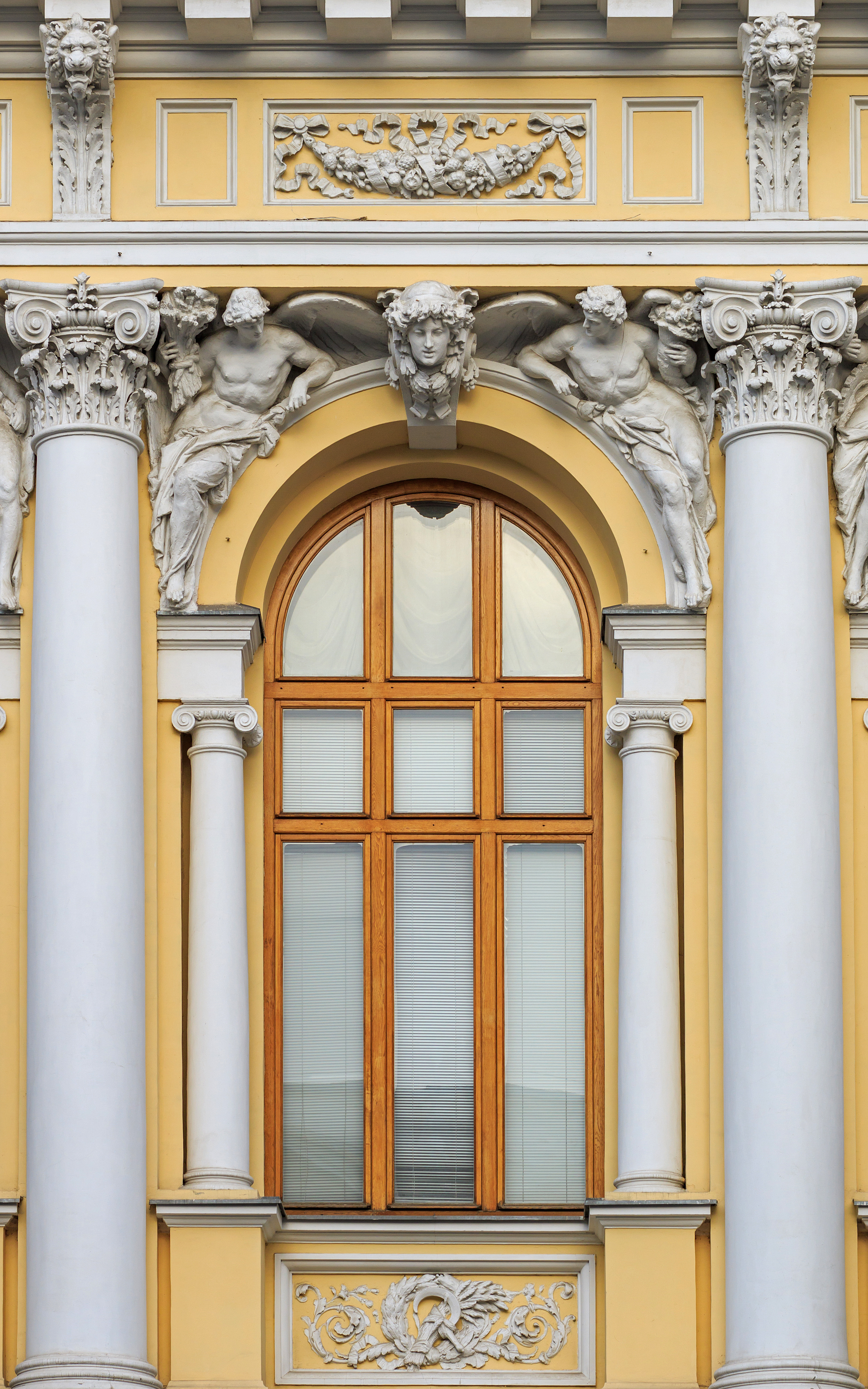
Окно Банка России (Москва)

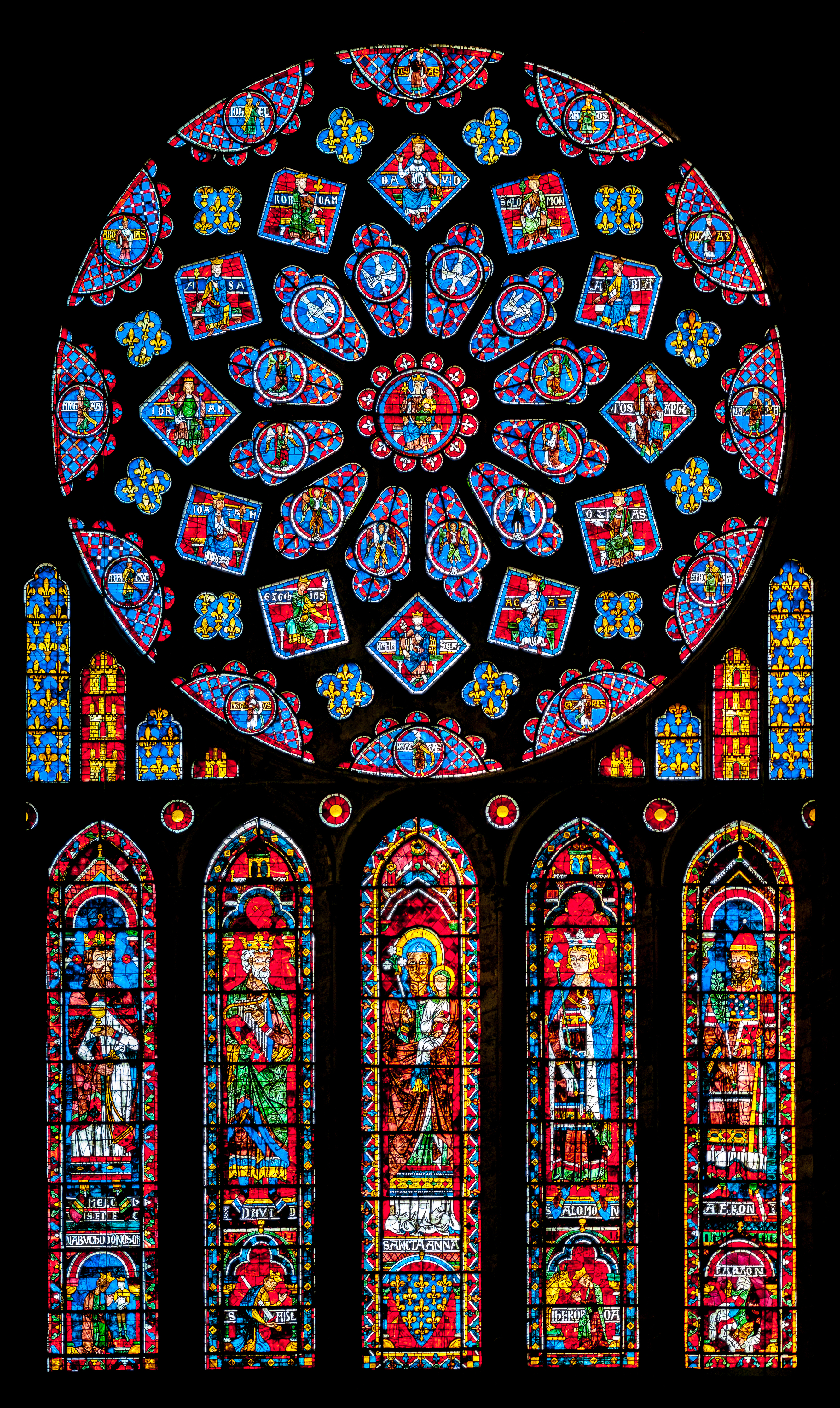
Готический витраж, Шартр, Франция

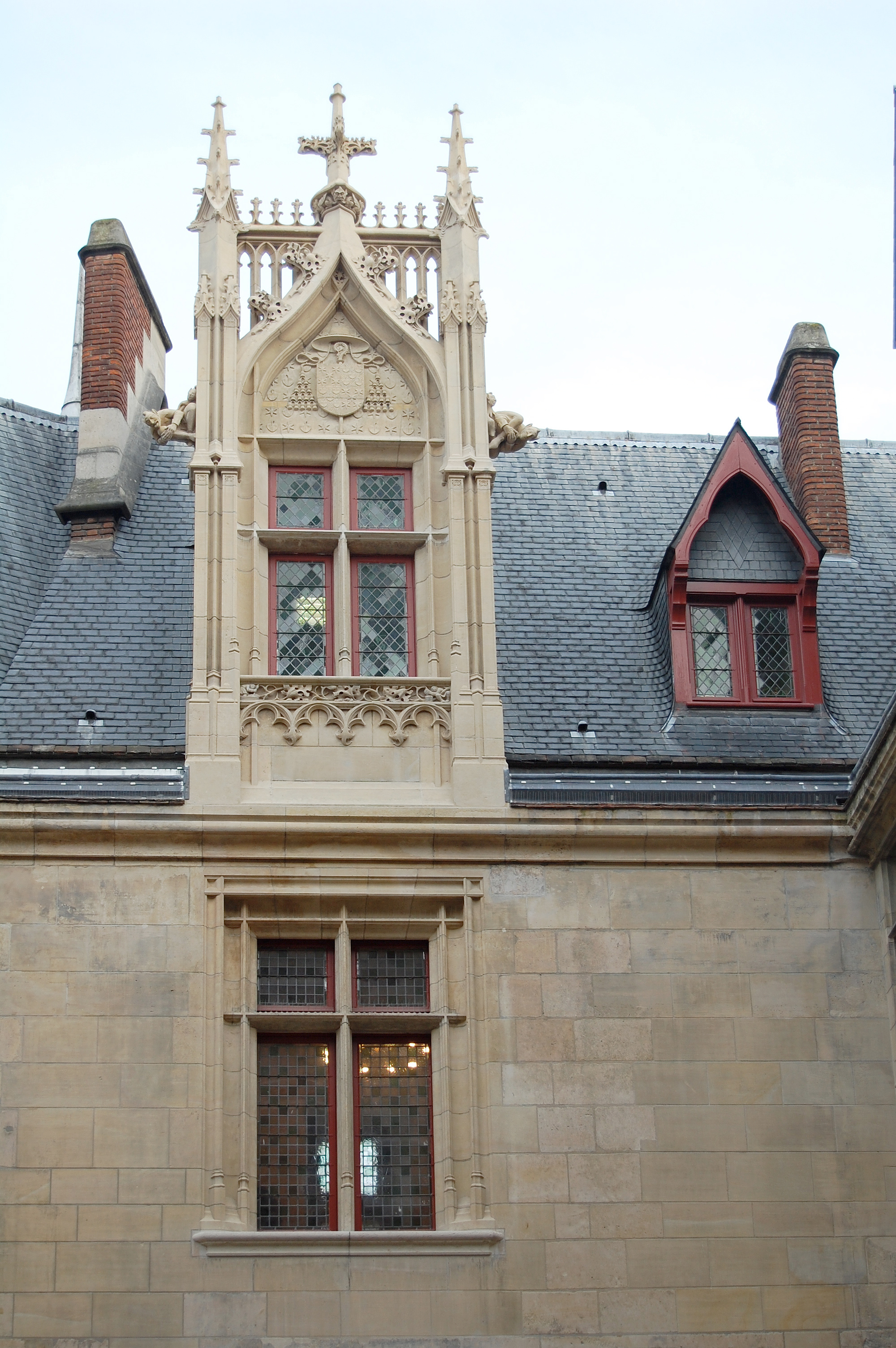
Готические окна (Париж)

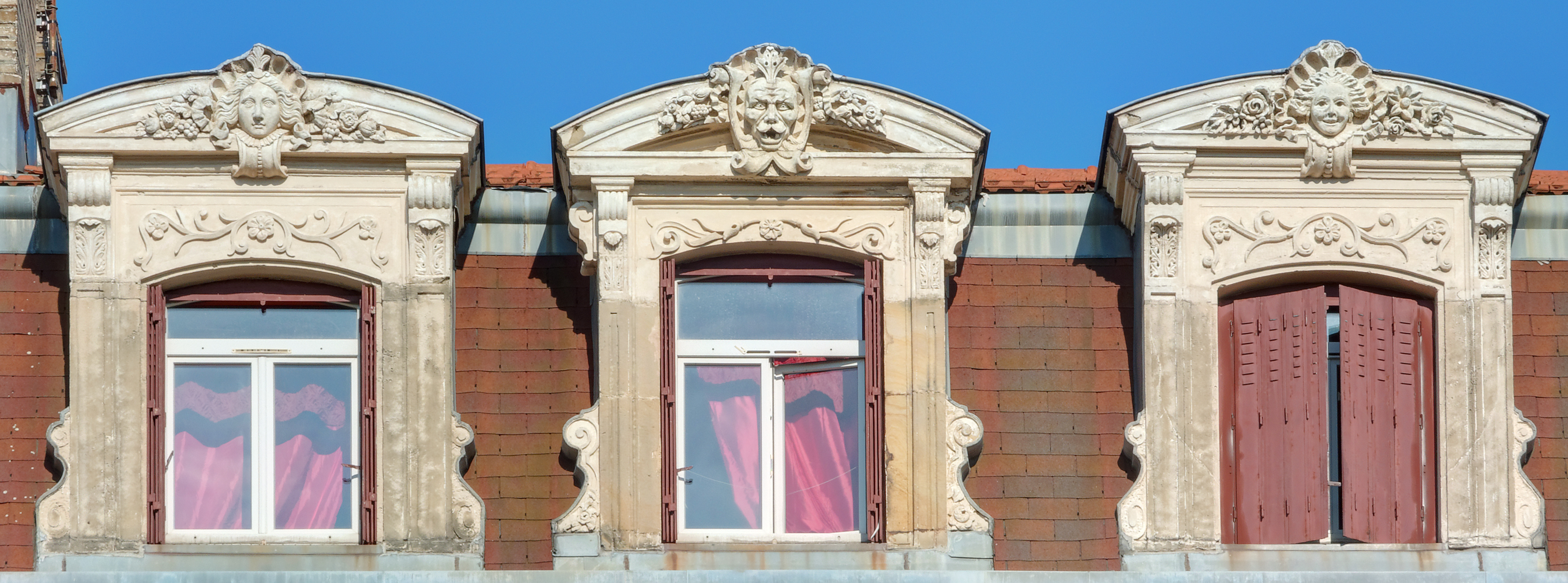
Мансардные окна в Бельфоре (Франция))

### Древний мир и средневековая Европа
На раннем этапе развития цивилизации окон как таковых не было. Древние жилища самых разных регионов и климатических поясов окон не имели. Вплоть до Средневековья проёмы в стенах представляли собой простые отверстия, которые прикрывали шкурами животных или тканями. Также для этих целей использовался бычий пузырь — плёнка, снятая с брюшины животного, которая пропускала свет внутрь жилища.
В Древнем Риме использовали окна без стёкол. При этом их форма оставалась прямоугольной, но внутри окна создавали специальные украшения, в том числе и из камня. Первые стеклянные окна появились в эпоху Римской империи, но позволить себе такую роскошь могли лишь очень состоятельные граждане.
Около 1330 года во Франции, а затем в Германии было изобретено так называемое «лунное стекло». Стеклянный пузырь раскатывали на стеклодувной трубке, обрезали и сплющивали на каменной плите. Получался диск, слегка неровный и не очень прозрачный. Из таких «лунных стекол» с помощью свинцовых оправ набирали целые окна, ставшие характерной чертой средневековых и ренессансных интерьеров. До настоящего времени их можно увидеть во многих старинных европейских зданиях. Лунные стекла использовали и по периметру кабинетных витражей.
Листовое стекло способом раскатывания стеклянного цилиндра венецианские мастера изобрели только в XVI веке. Но оно было слишком дорогим и потому малодоступным.

### В России

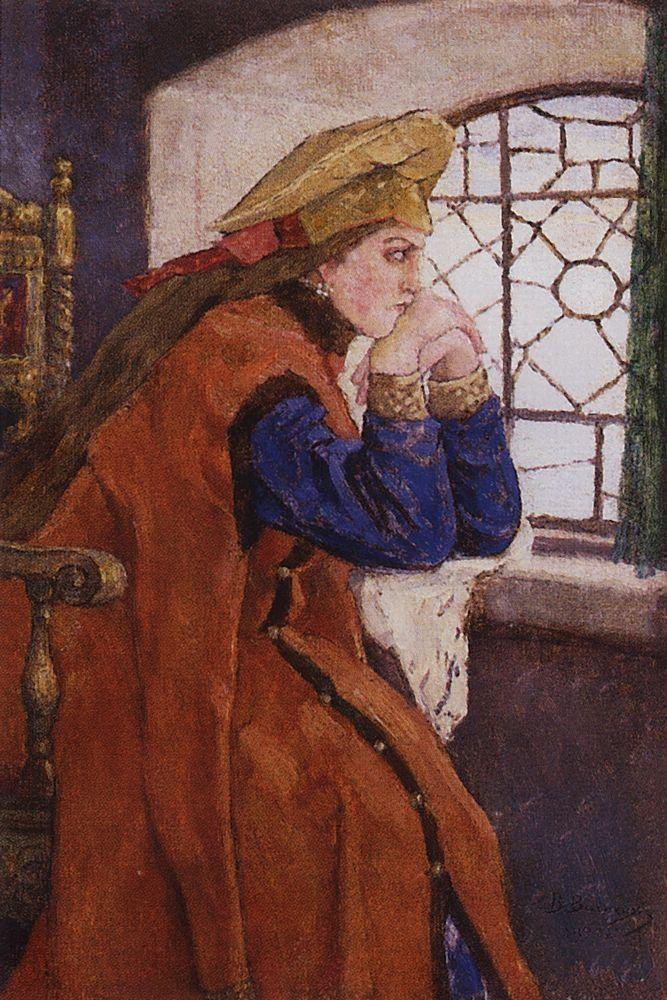
«Царевна у окна (Царевна Несмеяна)», В. М. Васнецов, 1920

На Руси в XI—XIII веках в деревянной архитектуре использовали волоковые окна. Небольшое вытянутое по горизонтали оконце выпиливали в высоту одного или двух брёвен и закрывали (заволакивали) изнутри тёсовой задвижкой (волоком, отсюда и название этого типа окон). Тем не менее, в XIII—XV веках в бедных домах с курной печью люди обходились даже без волоковых окон, сберегая тепло.
В XIV—XVII веках окна в жилых домах крестьян и горожан располагались, как и в более позднее время, на фасаде и боковой стороне. Если все три окна фасада были волоковыми, то одно из них помещалось посередине стены, два других значительно ближе к углам избы, но всегда на одном уровне. Боковое окно располагалось на стене, образующей с фасадной стеной красный угол. Верхнее окно служило для выхода дыма и освещения внутреннего пространства дома, не имевшего потолка. Одно нижнее окно освещало устье печи, другое нижнее и боковое, красный угол. В случае, если дом имел одно косящатое окно, то оно прорубалось в середине фасадной стены, волоковые окна по его сторонам на некотором расстоянии и чуть ниже, чем косящатое. Три косящатых окна даже в XVIII веке, в русской деревне считались большой роскошью. Косящатое окно взяло на себя функцию общего освещения избы. Через него проникало большее количество света. Солнечные лучи, несмотря на малопрозрачные окончины, освещали не только печь и красный угол, но и пространство около двери. Такие замечательные с точки зрения людей того времени окна получили название красных окон, то есть красивых, солнечных.
Волоковое окно, дававшее верхний свет, перестало быть необходимым в избах с косящатым окном и исчезло с фронтонов средневековых домов. Оно появилось вновь, но уже как чердачное, слуховое окно, когда в домах стали делать потолки.
Рамы красных окон окрашивали краской. На рамы натягивали паюсный мешок рыб (откуда паюсная икра) — такое окно называлось паисным. Также использовался бычий пузырь, слюда (такие окна назывались слюдяные окончины), промасленная ткань. До XVIII века стеклянные окна (стекольчатые оконницы) употреблялись редко. Красные окна подъёмные и отворные, волоковые окна отворные и задвижные.
Использовали также слюдяные окна, составленные из обработанных кусочков слюды. Такие окна пропускали больше света, чем окна из мутного толстого стекла. Рама слюдяных окончин состояла из четырёх металлических прутов. В центре окна в свинцовый переплёт размещали самый большой кусок слюды в виде круга, вокруг располагались мелкие куски слюды разной формы и мелкие обрезки. В XVII веке слюдяные окна начали расписывать. Стекольчатые оконницы изготовлялись так же, как и слюдяные: в металлической раме и свинцовом переплёте. Применялось и цветное стекло с росписью красками.
Для защиты от холода и ветра применялись ставни. Ставни обивались сукном, они могли быть глухими, или со слюдяными оконцами. Ночью и в морозы окна изнутри закрывались втулками. Втулка — щит, по размерам совпадавший с окном. Обивался войлоком и сукном. Щиты просто вставлялись, или навешивались на петли и закрывались.
Светлицей называли горницу с красными окнами. Окон в светлице было больше, чем в горнице. Светлица — самая светлая, освещённая комната жилища. Окна в светлице прорубались в трёх, или во всех четырёх стенах. В горнице окна прорубались в одной или двух стенах.
Светлицы чаще всего устраивались на женской половине дома. Они использовались для рукоделий, или других работ.
Позднее, в XVII веке мастера освоили технику изготовления толстостенных круглых окон диаметром 20—30 см[что?].

## Разновидности
- Берлинское окно — широкое трёхстворчатое окно, обычно расположенное во внутреннем углу и служащее для освещения помещений, образованных пересечением двух флигелей дома.
- Бифорий — окно с двумя проёмами, разделённое колонкой или столбиком. Имело распространение в западноевропейской средневековой романской и готической архитектуре.
- Брамантово окно — тип оконного проема с полуциркульным арочным завершением, включённый в обрамление прямоугольного формата. По имени итальянского архитектора начала XVI века Браманте.
- Веерное окно — окно, верхняя часть которого состоит из расположенных веером секторов.
- Волоковое окно — маленькое прямоугольное окно, высотой в диаметр бревна сруба. Изнутри задвигалось деревянной задвижкой — во́локом.
- Красное окно — окно с рамой, обрамлённой косяками, обычно застеклённое и большого размера (в три бревна и выше).
- Мансардное окно — окно, врезанное непосредственно в скат крыши и предназначенное для освещения мансарды.
- Мезонинное окно — окно верхнего полуэтажа, расположенное над основным рядом высоких окон бельэтажа.
- Окно второго света — окно в тёмном помещении, через которое падает свет из освещённого помещения.
- Окутное окно — угловое окно.
- Палладиево окно — трёхчастное окно, в котором центральный арочный проём фланкирован двумя боковыми прямоугольными проёмами, отделенными от центрального малыми колонками или пилястрами. Вся композиция объединена общей аркой и прямоугольным обрамлением. По имени итальянского архитектора второй половины XVI века Палладио.
- Панорамное окно в больших комнатах может заменять стену, открывая прекрасный вид. Новейшая модификация старинного французского окна.
- Противопожарное окно — средство для дополнительной и надежной защиты помещений от распространения огня.
- Роза — большое круглое окно западного фасада готического храма с ажурным переплетением в виде лучей, радиально исходящих из центра. Малые розы помещали также в торцовых стенах трансепта.
- Рыбий пузырь — оконный проём сложной криволинейной формы в позднеготической архитектуре.
- Серлиана — трехчастное окно, обработанное колонками или пилястрами и имеющее полукруглый сегмент над средней частью. По имени итальянского архитектора второй половины XVI в. С. Серлио.
- Слепое окно — ниша в стене, имитирующая оконный проём.
- Слуховое окно — окно в скате крыши, чердачное окно.
- Сотовое («мельниковское», гексагональное) окно — шестиугольное окно, напоминающее пчелиную соту. Форма получила широкую известность благодаря архитектору-конструктивисту Константину Мельникову (см. дом Мельникова), несмотря на то что чердачные окна такой формы использовались в традиционной деревянной усадебной архитектуре Северной Европы ещё в XIX веке.
- Термальное окно — большое полуциркульное окно с двумя вертикальными перемычками. Известно по архитектуре древнеримских терм.
- Флорентийское окно — двойное или тройное окно с арочными завершениями объединёнными одной большой аркой. Разновидность бифория.
- Французское окно — высокое окно от пола до потолка с мелкой расстекловкой, арочным завершением и французским балконом в нижней части. Характерный элемент французской архитектуры XVII в.

## Современные окна
Окно — это элемент стеновой или кровельной конструкции, предназначенный для сообщения внутренних помещений с окружающим пространством, естественного освещения помещений, их вентиляции, защиты от атмосферных, шумовых воздействий и состоящий из оконного проёма с откосами, оконного блока, системы уплотнения монтажных швов, подоконной доски, деталей слива и облицовок; оконный блок — светопрозрачная конструкция, предназначенная для естественного освещения помещения, его вентиляции и защиты от атмосферных и шумовых воздействий;
— ГОСТ 23166—99 «Блоки оконные. Общие технические условия»
В современных окнах используются преимущественно стеклопакеты, реже (когда не нужна надежная теплоизоляция и шумоизоляция) — одиночные стёкла.
Окна различаются по материалам, из которых они изготовлены, конструкциям и назначению. Оконная рама может быть изготовлена из:
- дерева (брус, клееный брус);
- алюминия (включая сплавы);
- поливинилхлорида (ПВХ);
- стеклопластика (стеклокомпозита);
- стали (в том числе нержавеющей);
- комбинации материалов (деревоалюминиевые, деревополивинилхлоридные и т. п.).

Современные оконные рамы имеют специальные уплотнители, позволяющие свести к минимуму продувания, проникновение шума и потери тепла через щели в окнах, то есть обеспечивают относительную герметичность окон. Высокая герметичность большинства современных окон требует более внимательного отношения к вопросам микроклимата и гигиене воздуха в помещении. Для обеспечения нормативного воздухообмена существует масса способов, от установки в окнах приточных устройств (эффективно работаю только при условии нормальной работы вытяжной вентиляции), до щелевого проветривания (обеспечивается посредством функционала фурнитурной системы) и обычного проветривания, путем периодического открывания створок.
Для повышения теплового сопротивления алюминиевых профилей в окнах «тёплых» серий используют стеклопластиковую (полиамидную) вставку в качестве теплоизолятора.
| Дерево    | очень высокое | большой диапазон | сезонное и периодическое (необходимость обновления лакокрасочного покрытия) | высокая | высокая              | -             | при перепадах влажности древесина деформирует в перпендикулярных волокнам направлениях, что может приводить к расхождению шиповых соединений в углах рамочных элементов и в местах примыкания импостов, а также к растрескиванию лакокрасочных покрытий; экологично, обладает прекрасной шумоизоляцией, способствует микроциркуляции воздуха, пригодно для ремонта                     |   | | | | | | | | |
| ПВХ       | высокое       | низкая           | сезонное                                                                    | высокая | большой диапазон цен | до 25 %       | отличается химической стойкостью к щелочам, минеральным маслам, многим кислотам и растворителям; Для изготовления оконного профиля, ПВХ используется не в чистом виде, а в виде сложной смеси из ПВХ, наполнителей, стабилизаторов, пластификаторов и т. д., что обеспечивает требуемые свойства и характеристики профиля. При горении или нагреве выделяют крайне токсичные вещества. |   | | | | | | | | |
| Алюминий  | низкое¹       | высокая          | не требует                                                                  | низкая  | высокая²             | обычно > 95 % | применяется при больших размерах, используется для дополнительного усиления деревянных конструкций |   | | | | | | | | |
| Сталь     | среднее       | высокая          | не требует                                                                  | низкая  | высокая              | > 98 %        | обычно применяется в угловых соединениях |   | | | | | | | | |
| Фиберглас | очень высокое | очень высокая    | не требует                                                                  | низкая  | высокая              | -             | - | - | ¹для профиля «тёплой» серии тепловое сопротивление соизмеримо с ПВХ ²при сравнении профилей со схожими характеристиками | ¹для профиля «тёплой» серии тепловое сопротивление соизмеримо с ПВХ ²при сравнении профилей со схожими характеристиками | ¹для профиля «тёплой» серии тепловое сопротивление соизмеримо с ПВХ ²при сравнении профилей со схожими характеристиками | ¹для профиля «тёплой» серии тепловое сопротивление соизмеримо с ПВХ ²при сравнении профилей со схожими характеристиками | ¹для профиля «тёплой» серии тепловое сопротивление соизмеримо с ПВХ ²при сравнении профилей со схожими характеристиками | ¹для профиля «тёплой» серии тепловое сопротивление соизмеримо с ПВХ ²при сравнении профилей со схожими характеристиками | ¹для профиля «тёплой» серии тепловое сопротивление соизмеримо с ПВХ ²при сравнении профилей со схожими характеристиками | ¹для профиля «тёплой» серии тепловое сопротивление соизмеримо с ПВХ ²при сравнении профилей со схожими характеристиками |

### История
Оконные рамы, в которых был использован поливинилхлорид, были запатентованы в 1952 году немецким конструктором Хайнцем Паше. В них были использованы металлические конструкции, облицованные мягким и полумягким пластиком. Профиль из твёрдого ПВХ, усиленный деревянными и металлическими вкладышами, появился несколько позднее.
Использование оксида титана, стабилизаторов и различных добавок повышает срок службы современных пластиковых окон до 40 лет.

### Теплообмен и теплопотери окон
Через окна здания теряют достаточно существенное количества тепла, величина которого достигает 35 % от расчётного значения для всего объекта. Согласно СП 50.13330.2012, коэффициент сопротивления теплопередачи окон зависит от среднесуточных колебаний температур и варьируется в пределах от 0,3 до 0,8 м2∙°С/Вт. Потери обратно пропорциональны сопротивлению теплопередачи и прямо пропорциональны разности температур внутренней и внешней средами. Потери тепла через окна в стеклопакетах могут достигать 60 %. В связи с этим многие компании применяют специальные тонкоплёночные покрытиями на основе оксидов металлов.
При использовании многослойных конструкций величины теплосопротивлений суммируются. С целью минимизации теплопотерь обычно прибегают к использованию энергоэффективных стеклопакетов и рам из материалов с высоким теплосопротивлением.
Теплопотери светоограждающих конструкций зависят от теплопередачи:
— стеклопакета;
— оконной рамы и места примыкания стекла к раме;
— количества контуров уплотнения и материала из которого они изготовлены ;
На размер теплопотерь, которые осуществляются через оконную раму, влияют материал и устройство профиля, а именно: тепловое сопротивление материала, эффективность отведения конденсата через специальные пазы, монтажная глубина и количество герметичных камер профиля, а также газовых конвективных потоков внутри них.
ГОСТ 24866 классифицирует стеклопакеты по следующим критериям:
— по количеству камер (однокамерные — СПО, двухкамерные — СПД и т. п.);
— типам применяемого стекла (листовое бесцветное; узорчатое; армированное; многослойное; окрашенное в массе, молированное, солнцезащитное, низкоэмиссионное, огнестойкое, декоративное);
— по толщине применяемого стекла (3,4,5,6,8 мм и т. д.);
— по заполнению внутренних камер внутри стеклопакета (осушенный воздух, инертный газ, смесь газов);
— ширине, где шириной стеклопакета является полная ширина блока вместе со стеклянной и воздушной частью.
С целью снижения конвективных теплопотерь обеспечивают оптимальную энергоёмкость стеклопакета. При увеличении объёма камеры снижается теплопроводность окна. Кроме того, при уменьшении скорости перемещения атомов газа внутри камеры стеклопакета (то есть при сокращении интенсивности конвективных процессов) повышается уровень энергосбережения стеклопакета. Оптимальным расстоянием между стёклами считается диапазон от 16 до 24 мм, но он может меняться в зависимости от размеров и формы окна.
Простой однокамерный стеклопакет уменьшает теплопотери на 30-40 % в сравнении с классическим двойным остеклением. Не рекомендовано применение однокамерного стеклопакета с обычным стеклом, в жилых помещениях, в связи с тем, что он не отвечает требованиям СНиП II-3-79 в части соответствия нормативам энергосбережения.
Основные способы повышения энергоэффективности стеклопакетов — применение низкоэмиссионных стёкол и заполнение камеры инертными (аргон, криптон) или активными газами (углекислым и смесями на его основе).

## Характеристики и конструкция
Оконные конструкции защищают помещение от сырости, пыли, шума, а также других негативных факторов. В зависимости от материала, из которого изготовлена оконная конструкция, обладает различными характеристиками по теплоизоляционным свойствам, шумоизоляции, долговечности, экологичности и стойкости к атмосферным воздействиям.
Окна являются главным (до 50 %) источником теплопотерь в зданиях.
Современные окна являются довольно сложной конструкцией, состоящей из следующих элементов:
- Оконный профиль (оконная коробка, створка, импост);
- Внутреннее заполнение (стеклопакет или ПВХ-плита);
- Система уплотнителей (уплотнение створки, коробки, стеклопакета);
- Фурнитура (элементы запирания, оконные ручки, декоративные накладки на петли).

Также встречаются светоограждающие конструкции из стеклоблоков. Такую конструкцию можно с уверенностью назвать прозрачной стеной, а не окном.

## Декоративные окна
С давних времён окна являлись декоративным элементом здания, не менее важным, чем его двери. Иногда (такой подход встречается и сейчас, например, в банях) в них использовались специальные цветные или полупрозрачные стёкла с нанесённым на них рисунком.
Форма окон также очень различна. Для средневековых храмов типичны арочные окна, для классической традиции, идущей от Палладио, — трёхчастные окна: термальные либо итальянские.
В России чаще всего встречаются обычные прямоугольные окна.

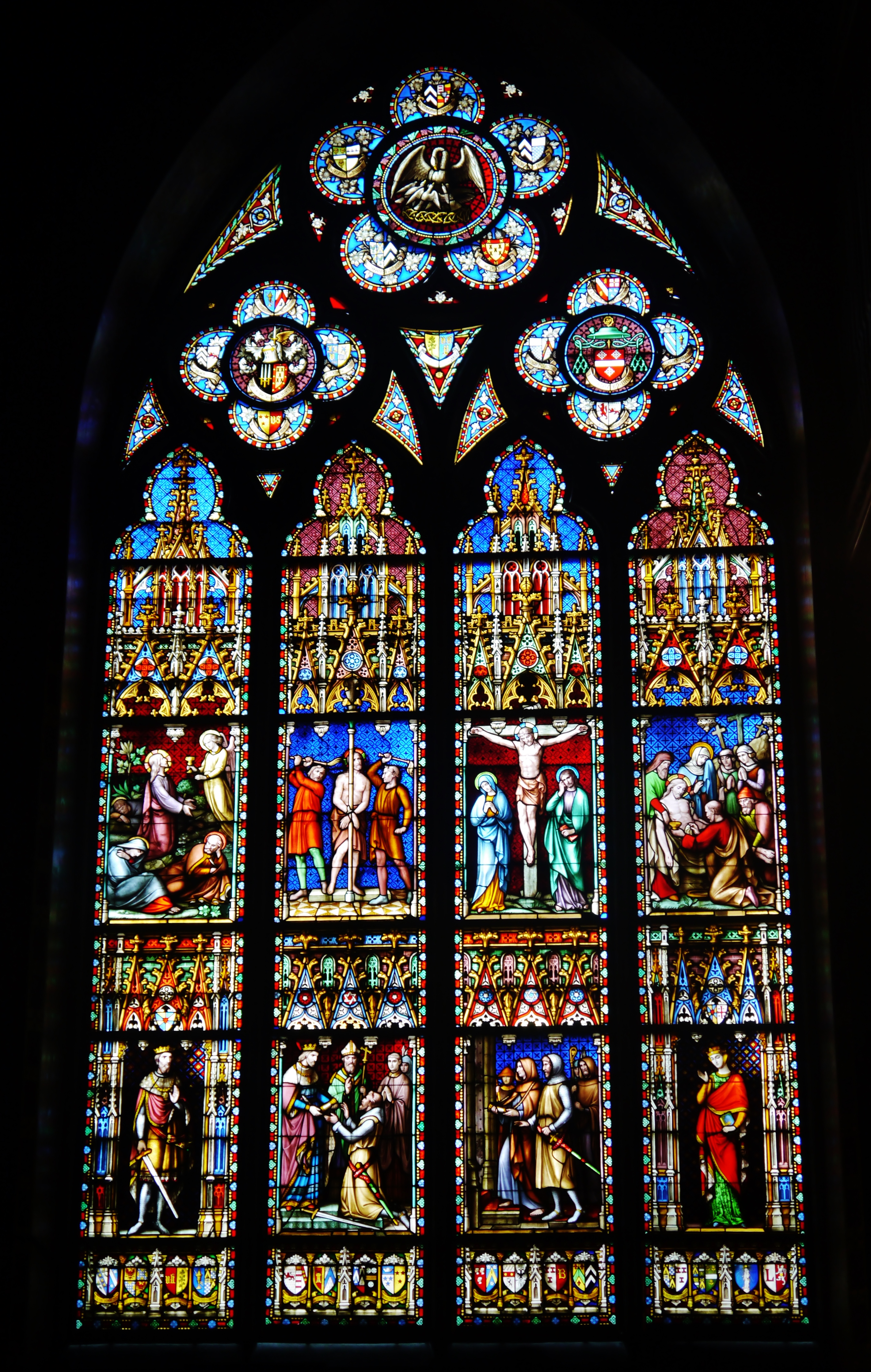
Готическое окно в Базилике Святой крови (Брюгге, Бельгия)
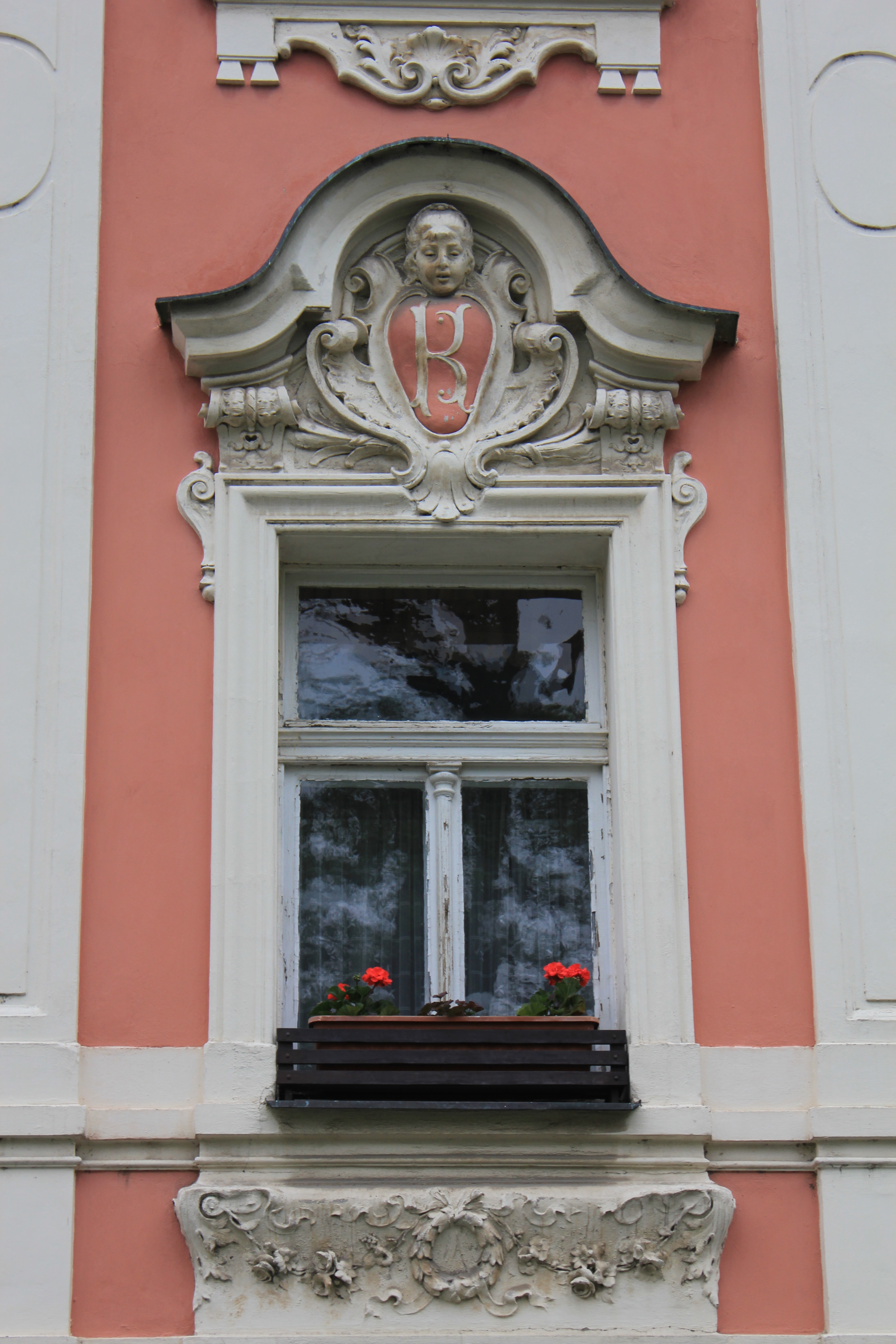
Барочное окно в Праге (Чехия)
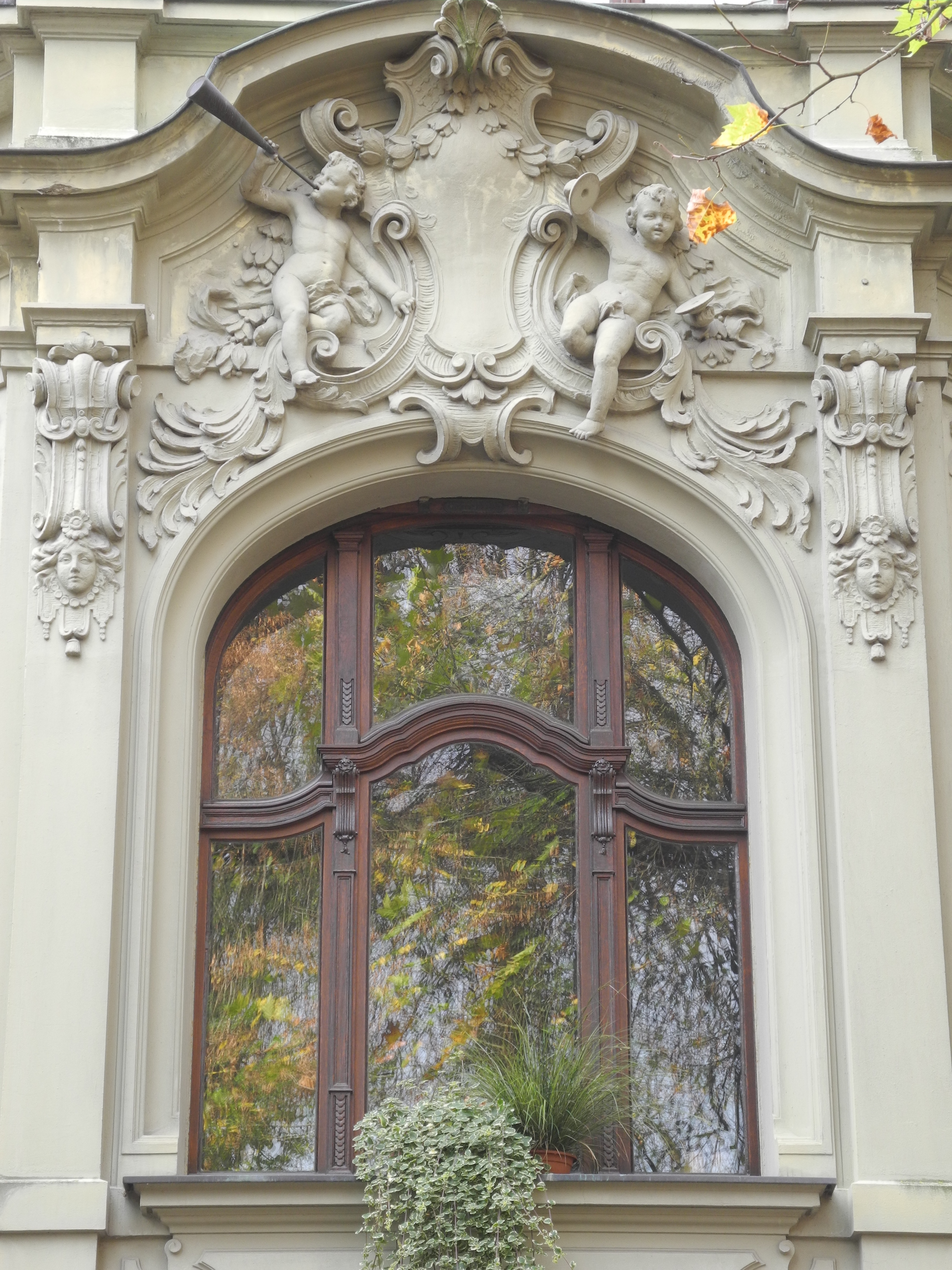
Необарочное окно в Вуппертале
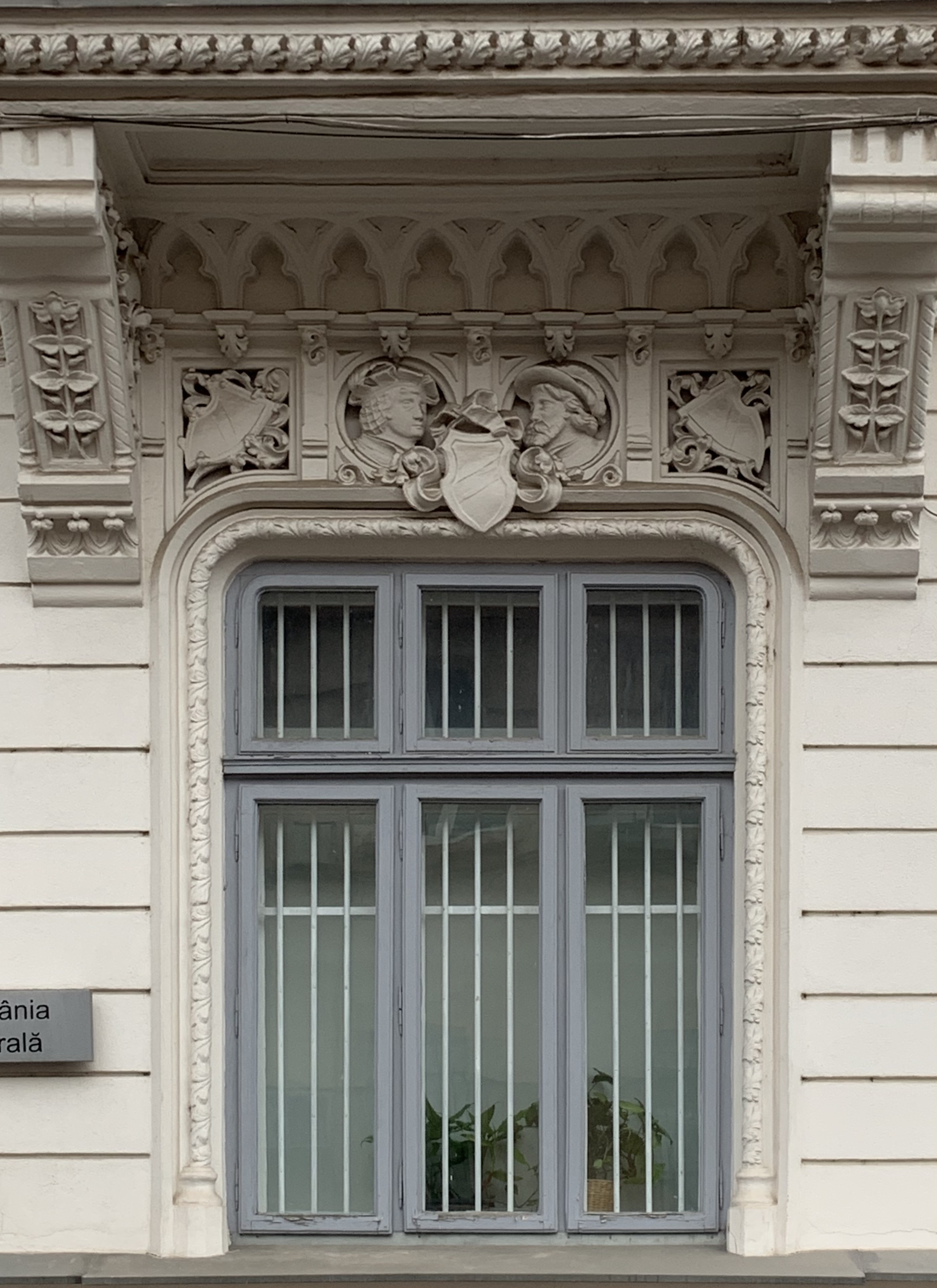
Неоготическое окно в Бухаресте
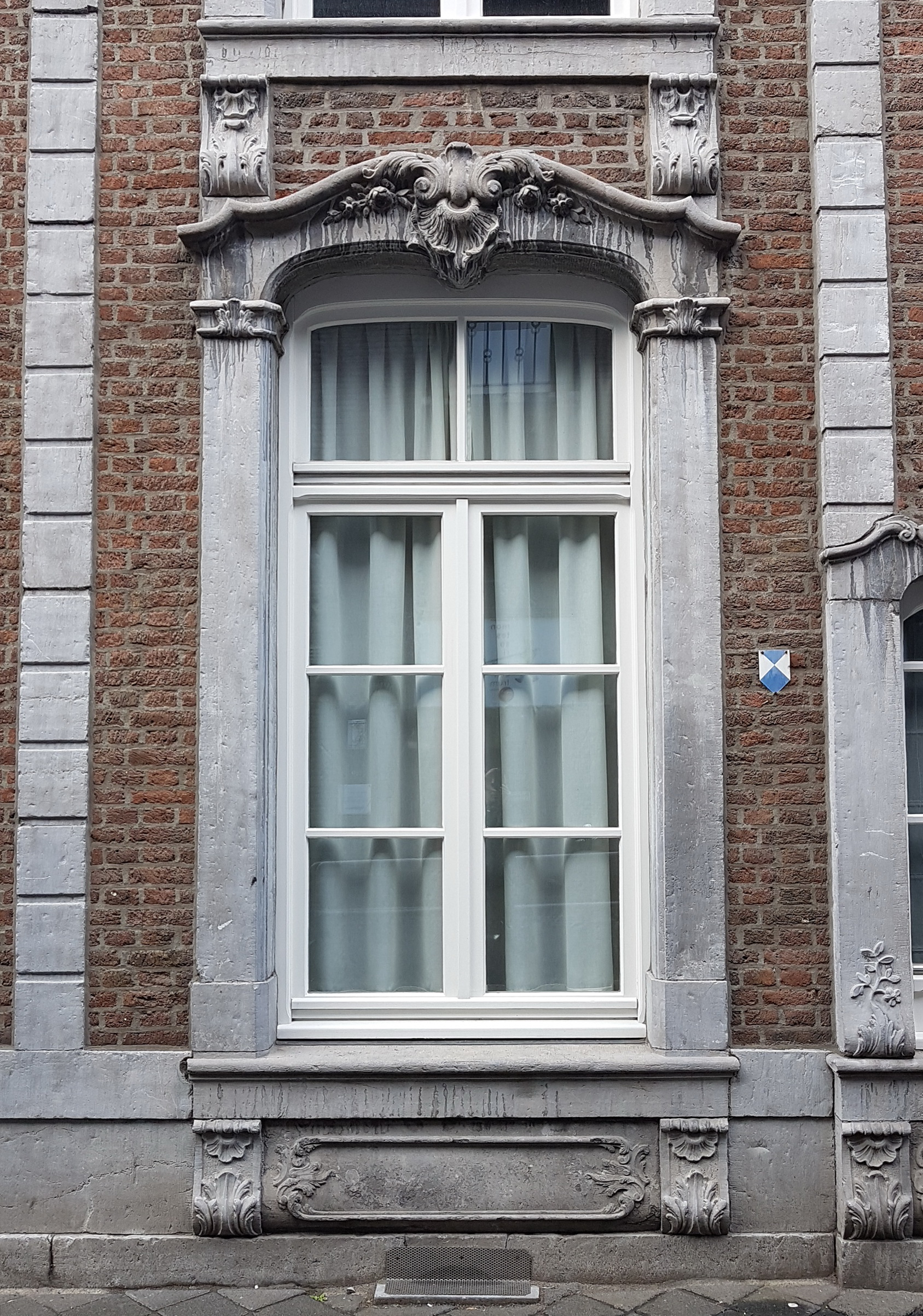
Окно в стиле неорококо в Маастрихте (Нидерланды)
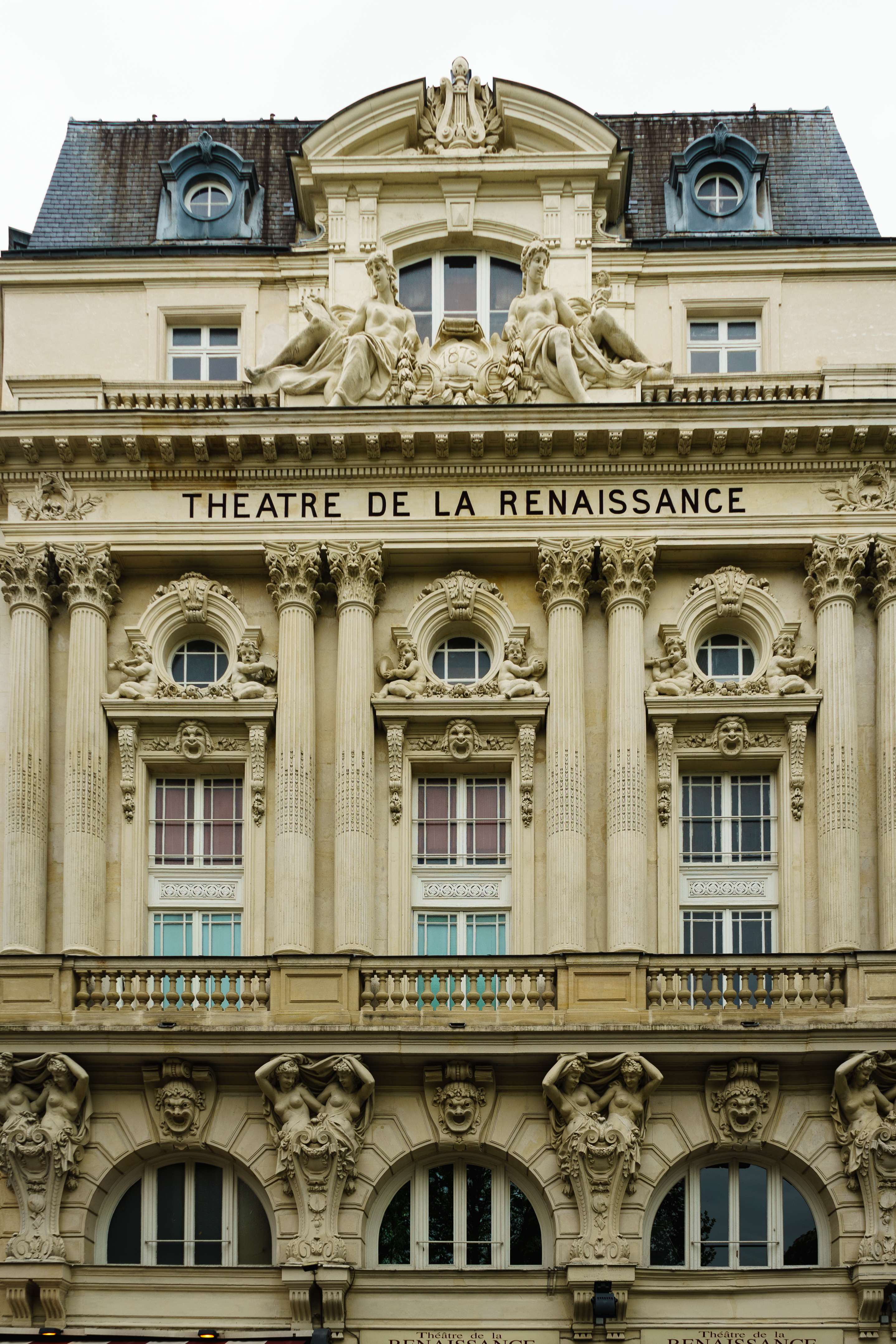
Эклектичные окна в Париже

## Материалы оконного профиля
Погонажное изделие из дерева, поливинилхлорида (ПВХ), стеклопластика, стали или алюминия, либо их комбинаций, из которого производятся элементы окон — рамы и створки, называют «профилем».
Нарезанные заготовки соединяются механическим способом или сваркой в рамочные элементы окна.
Как правило, для изготовления требуется набор, или «система», оконных профилей. Производители профилей и окон традиционно делят профильные артикулы на основные (рама (коробка), створка, импост, штапик) и дополнительные (соединители, расширители, декоративные профили и т. д.).

### Дерево
Самый древний материал для оконных рам. Деревянные профили могут изготавливаться как из массива деревянных заготовок, так и из клеёного бруса различных пород. Внешний вид современных деревянных окон схож с изделиями из ПВХ — переплёты в один слой, наличие стеклопакетов, многозапорной оконной фурнитуры с функциями откидывания и проветривания, наличие уплотнителей по периметру створки. Если деревянные окна изготавливаются из качественного материала со строгим соблюдением всех технологических требований, то они способны прослужить очень долго, однако только при правильной и бережной эксплуатации и при своевременном обслуживании (обновление лакокрасочного покрытия, смазка и замена уплотнителей, смазка фурнитуры и т. д.).
Дерево имеет естественную пористость и высокий коэффициент линейного расширения, то есть деревянный профиль окна меняет свои размеры под действием перепада температуры не нарушая своей целостности. В связи с этим особое внимание должно уделяться лакокрасочному покрытию изделия.
Одним из преимуществ деревянных окон является природное происхождение материала. Окрашенная лаком или краской древесина требует за собой ухода и периодического восстановления декоративного слоя. Проблему разрушения под УФ-лучами лакокрасочного покрытия решают установкой на наружной части окна алюминиевых накладок, декорированных, как и пластиковые окна, имитирующими древесину плёнками. Материал, в силу возможных огрехов при производстве, может быть подвержен короблению, гниению. Современные деревянные окна со стеклопакетом изготовляют из клееного трехслойного оконного бруса определённой, соответствующей ГОСТу влажности и сечения. Склейка ламелей разной направленности волокон дает для готовой конструкции определённые преимущества: качественно изготовленный оконный блок не коробит, не ведет, он не рассыхается, жестко держит свои геометрические размеры в течение всего срока эксплуатации.
Одним из несомненных и важных достоинств деревянных окон является их пригодность для ремонта. В отличие от алюминиевого оконного профиля, деревянные окна можно ремонтировать, восстанавливать, реставрировать.

### Алюминий
Оконный профиль из алюминиевых конструкций — один из вариантов оконного остекления, определяющийся материалом, из которого изготавливаются рамочные элементы окна. Алюминий выдерживает перепад температуры от −80 °С до +200 °С и выше. В человеческой среде обитания таких погодных условий, как правило, нет, поэтому алюминий для производства профиля пригоден в виде сплавов с магнием и кремнием, которые придают ему жесткость и прочность для сохранения формы конструкции под серьезными нагрузками. В качестве материала для изготовления оконных алюминиевых конструкций применяются профили из алюминиевых сплавов, изготавливаемых методом горячего прессования по ГОСТ 22233-2001. Алюминиевые окна известны повышенной прочностью и нетребовательностью к дополнительному уходу или ремонту, но из-за высокой проводимости металла практически не сохраняют тепло. В результате алюминиевые системы популярны для остекления балконов и лоджий. В зависимости от типа используемого профиля все оконные алюминиевые конструкции подразделяются на тёплые и холодные. В тёплых профилях, в отличие от холодных, используются термоизолирующие вставки (их коэффициент теплопроводности в 150 раз меньше, чем у алюминия), с помощью которых осуществляется разрыв горизонтальных стенок профиля, это исключает возможность промерзания окна.

### ПВХ
Окна из ПВХ-профилей (в просторечии — пластиковые окна) начали массово производиться в Западной Европе и США в 1960-е годы. Лёгкость обработки пластика, возможность проектирования и производства оконных элементов самых разнообразных форм и конфигураций, высокие эксплуатационные свойства окон из ПВХ-профилей (прежде всего — энергоэффективность) и сравнительно низкий порог вхождения в бизнес обусловили их широкое распространение во всём мире.
Оконные профили из ПВХ производят на специальных предприятиях методом экструзии. Специально подготовленное сырьё (т. наз. экструзионный компаунд) под давлением проходит через специальную матрицу — экструзионную фильеру, в которой формируется «тело» производимого профильного артикула. После выхода из фильеры профиль калибруется, охлаждается, на него наносится маркировка и наклеивается защитная плёнка для защиты от транспортных повреждений. Обрезка профиля происходит в конце экструзионной линии либо дисковой пилой, либо специальной термической гильотиной (разогретый металлический нож).
Пластик обладает относительно высоким коэффициентом линейного расширения, легко изгибается, но при этом, совершенно не реагирует на воду. Для сохранения геометрической устойчивости окон из ПВХ в профили (за исключением некоторых артикулов, например, штапика) помещают, чаще всего оцинкованные металлические усилительные вкладыши.

### Стеклопластик

#### Общие сведения
Стеклопластик — гигиеничный, лёгкий, термостабильный, устойчивый к влажности, химическим веществам и механическим воздействиям материал.
Стеклопластик нашёл широкое применение в авиастроении, судостроении, ракетной промышленности.
Северная часть СССР схожа с климатическими условиями Канады, и проблемы с теплоизолирующими и другими потребительскими свойствами окон оказались одинаково актуальными для этих государств. Распространённые в Европе металлопластиковые ПХВ-окна совершенно не обеспечивают нужную теплоизоляцию в северном климате из-за конструктивных недостатков и свойств материала. Поэтому учёные серьёзно занялись разработкой технологий, обеспечивающих производство окон из стеклопластика отвечающим необходимым требованиям. Пути разработки технологии в СССР и Канаде оказались разными.
Стеклопластик обладает рядом крайне существенных недостатков. При его механической обработке, например, при пилении хлыстов профиля в необходимый размер, образуется стекло-смоляная пыль, которая крайне вредна при вдыхании и может приводить к различным заболеваниям дыхательных путей, таким, как пневмокониоз. Отходы (обрезки) стеклопластика практически не перерабатываются, а поэтому называть этот материал экологически безопасным, совершенно некорректно. Изготовление криволинейных окон из стеклопластика, хоть и возможно теоретически, но практически связано с огромными материальными затратами, поскольку криволинейный профиль можно изготовить только под конкретную ситуацию, что является технико-экономически неоправданным.

#### В СССР
В конце 1950-х — начале 1960-х начался бум жилищного строительства в СССР. Типовые жилые дома, сделанные из железобетонных панелей, имели унифицированный набор стандартов оконных проёмов. Гигантский объём однотипных «хрущёвок» требовал огромных затрат материальных ресурсов, в частности, древесины (в некоторые безлесные регионы лесоматериалы приходилось доставлять издалека) для изготовления окон, громадными оказались и трудозатраты на производство этих окон. В этих условиях созданная инициативная группа архитекторов, инженеров, химиков из разных институтов СССР в короткий срок разработала технологию производства оконных рам из стеклопластика и оборудование для их производства. По расчётам разработчиков, одинарный оконный переплёт из стеклопластика должен был иметь теплоизолирующие свойства двойного переплёта из древесины. Материалы для производства переплётов из стеклопластика должны быть максимально дешёвыми.
В начале 1960-х окна из стеклопластика выпускались на Саратовском заводе технического стекла, ими были укомплектованы два строящихся жилых панельных дома в Саратове.
Технология производства оконных переплётов из стеклопластика основана на прессо-литьевом принципе. В алюминиевые пресс-формы в соответствии с размерами и формой оконного переплёта укладываются куски прямоугольной формы вспученного пенополиуретана (пенопласта), они оборачиваются стеклохолстом, пресс-форма герметично закрывается и нагревается, туда нагнетается полиэфирная смола. После застывания пресс-форма размыкается, извлечённое изделие покрывается декоративным слоем гелькоута, обеспечивающим гладкую, глянцевую поверхность переплёта, затем к раме прикручивается фурнитура, устанавливается стекло или стеклопакет, и изделие готово. Основное отличие от других «химических» оконных переплётов — внутренняя часть профиля переплёта не полая, а заполненная теплоизолятором, пенопластом, что является серьёзным преимуществом при учёте теплоизолирующих свойств окна.
В начале 90-х член-корреспондент Российской Академии архитектуры и строительства, проф. архитектуры Евгений Васильевич Кавин — начальник отдела ЦНИИЭПжилища, автор конструкции оконного переплёта из стеклопластика, к. т. н. Юзеф Кивович Подольский, сотрудник проектно-конструкторского института «Гипростроммашина» (г. Киев, Украина) — руководитель создания производственного оборудования и другие специалисты попытались воссоздать производство стеклопластиковых оконных переплётов на базе специализированного предприятия ОАО «Тверьстеклопластик» (ген. директор Н. И. Лютов), но эти попытки не увенчались успехом[значимость факта?].
Российская технология производства окон из стеклопластика основана на одинаковом наборе нескольких типоразмеров оконных проёмов, то есть массовом строительстве жилых зданий с одинаковыми типовыми размерами окон, а современный рынок окон требует оконные переплёты разных конфигураций, форм и размеров. И, несмотря на вполне достойные потребительские качества разработанных российских стеклопластиковых окон, таких как хорошая теплоизоляция, универсальное остекление — обычным стеклом или стеклопакетом, возможность вбивать гвозди или саморезы, окрашивание разными видами красок, они так и не смогли стать достойными конкурентами окнам из других материалов, с гораздо более худшими свойствами,